# شهرستان تایلاق
ناحیهٔ تایلاق (به ازبکی: Toyloq District) یک منطقهٔ مسکونی در ازبکستان است که در ولایت سمرقند واقع شده‌است. بیشتر باشندگان این ناحیه تاجیک‌ها هستند و به زبان فارسی تاجیکی گپ می‌زنند. مرکز این ناحیه شهر تایلاق می‌باشد.
از شاعران فارسی‌زبان زادۀ این ناحیه می‌توان به دلشاد فرهادزاد اشاره کرد که در سال ۱۳۹۶ خورشیدی از جشنواره بین‌المللی اروآسیا در لندن جایزۀ ادبی دریافت کرد.